# 藤村大介 (野球)
藤村 大介（ふじむら だいすけ、1989年7月25日 - ）は、熊本県熊本市東区出身の元プロ野球選手（内野手）、プロ野球コーチ。右投左打。

## 経歴

### プロ入り前
熊本市立城西小学校の4年次より軟式野球を始める。5年次に熊本市立託麻東小学校に転校。熊本市立二岡中学校在学時は硬式野球の熊本南リトルシニアに在籍し三塁手・右翼手として活躍、全国大会に3度出場する。
熊本工業高校では2年次の夏からレギュラーに定着、2005年夏、06年夏、07年春（ベスト4）に甲子園出場を果たす。
2007年度の高校生ドラフトで佐藤由規の抽選に外れた読売ジャイアンツから1巡目で指名を受け、11月8日に契約金7500万円、年俸600万円で仮契約。背番号は54で、これには同高校OBの緒方耕一(背番号44を着用)を超えて欲しい、という原辰徳監督の期待が込められた。藤村は「緒方先輩を超えられるように頑張り、将来は盗塁王のタイトルを取りたい」とコメントした。

### 巨人時代
2008年は、内野手登録ながら二軍の外野手不足のため、公式戦初出場となった6月1日の二軍戦は中堅手としてスタメン出場した。前年12月に右足首を捻挫したため出遅れたが、二軍で外野手・二塁手・遊撃手として38試合に出場。61打数19安打で打率.311、6打点、3盗塁の成績を残した。
2009年は、イースタン・リーグで64試合に出場。152打数42安打で打率.276、9打点、10盗塁の成績を残した。
2010年は、イースタン・リーグで84試合に出場。277打数78安打で打率.282、11打点、17盗塁の成績を残した。7月にはフレッシュオールスターゲームに「1番二塁」で先発フル出場。秋季キャンプでは原辰徳監督から「巨人を背負って立つ素材」と期待をかけられた。
2011年もファームで開幕を迎えるが、5月10日に一軍昇格し、同日の横浜ベイスターズ戦でプロ初出場。5月13日の広島東洋カープ戦で初のスタメン出場を果たし、初盗塁を記録。14日の広島戦ではプロ初安打を記録した。以降は脇谷亮太に代わる二塁手のレギュラーに定着。10月11日の阪神タイガース戦では藤川球児からサヨナラ二塁打を放った。目標とした30盗塁には届かなかったが、28盗塁で自身初の盗塁王を獲得。巨人の選手が盗塁王になるのは1993年の緒方耕一以来18年ぶり。また、2007年度ドラフト入団選手および平成生まれとしては初めて一軍で個人タイトルを獲得した選手となった。レギュラーシーズン終了後、クライマックスシリーズに備えた宮崎合宿で腹痛を訴え離脱。急性虫垂炎と診断され、手術を受けた。オフには背番号が0に変更になった。
2012年は年明けに阿部慎之助主催のグアムでの自主トレに参加。自身初となる開幕一軍入りを果したものの、自身の打撃不振に加えて、守備面でも不安を見せたことから、二塁手の定位置を失い、同年好調であった寺内崇幸や古城茂幸と中盤までは併用された。また、前年の盗塁王でありながら、5月8日の横浜戦ではサヨナラの場面で代走に走塁のスペシャリストである鈴木尚広が送られた。シーズン終盤になると調子を取り戻し、9月以降は調子を取り戻し、ほぼすべての試合に「2番・二塁」でスタメン出場した。スタメン出場の機会が減少した為に前年より打席数はやや減ったものの、前年を上回る打率.252を記録した反面、盗塁数は前年の半分の14、盗塁成功率.667はともに前年を下回った。中日ドラゴンズとのCSファイナルステージでは第1・2戦に「2番・二塁」で先発出場。しかし、どちらの試合も無安打に終わったことから、第3戦以降はスタメンを外れ、北海道日本ハムファイターズとの日本シリーズでも経験のある寺内や古城の後塵を拝し、ベンチを暖める機会が続いた。チームは日本一になったものの、藤村はプレーオフ合計で10打数無安打、日本シリーズ第4戦では守備固めで起用されていながら、サヨナラ負けにつながる決定的なエラーを犯した。
2013年は、怪我から復活した脇谷亮太や、前年に引き続いて好調を維持し、結果的にレギュラーを奪った寺内や古城にに押し出される形で二軍スタート。5月10日に一軍に昇格するも、この頃には既に寺内にレギュラーの座を奪われており、短期間での二軍落ちと再昇格を繰り返す。春季キャンプで原監督から打撃指導を受け、阿部慎之助のように足を上げるフォームも試したが、この年は寺内がセカンドのレギュラーの座を事実上確保していたこともあり、打率.191、4盗塁の成績終わる。契約更改後、「打撃でアピール出来なかったことが一番足りなかった」とシーズンを振り返った。
2015年は2011年の一軍デビュー以来初の一軍出場なしに終わった。二軍では32試合に出場して打率.284の成績だった。
2016年7月9日に2年ぶりに一軍登録され7月10日には「2番・二塁手」でスタメン出場も果たしたが、計5試合の出場に終わり安打を放つことはできず、7月30日に登録抹消。シーズン終了後の11月14日、ドラフト1位で入団する吉川尚輝が「0」を使用することとなったため、背番号を「57」に変更することとなった。
2017年には、二軍公式戦104試合に出場。打率.284、1本塁打、20打点、10盗塁を記録したが、2年ぶりに一軍公式戦への出場機会がなかった。10月7日付で北篤と共に球団から戦力外通告を受けたことから、14日に現役引退を表明。

### 現役引退後
巨人の球団職員に転身。
2018年、球団が運営する「ジャイアンツアカデミー」で、北と共にコーチを務める。
2019年、同球団のファーム守備走塁コーチに就任。日本プロ野球全球団の一・二・三軍を通じて史上初となる平成生まれのコーチングスタッフが誕生した。
2020年は、三軍内野守備走塁コーチを務めた。シーズン終了後に退任した。
2021年からは球団のファン事業部に所属し、ファンサービスに関する業務を担当する。
2022年からはチーム戦略室スコアラーへ異動した。

## 選手としての特徴
50メートル5.8秒、一塁到達3.80秒の俊足を武器とする。
二塁守備では守備範囲そのものは狭くなく、敏捷なクイックスローを持ち味とするが送球は弱く安定感に欠け、2012年には守備イニング500以上の二塁手でリーグワースト3位のUZR-2.2を喫した。さらに、送球の処理や捕球面でも課題を残していた。
遊撃手、三塁手としてもプレーしている。二軍では中堅手として起用されたこともあり、2014年シーズンの開幕前には出場機会確保のため外野手としての練習も行っており、実際に5月16日の広島戦では一軍で初めて中堅手として先発出場した。

## 人物
愛称は「ピノ」「ぴの村」「ピノ村」（バンダイナムコエンターテインメントの野球ゲーム「ファミスタシリーズ」に登場するナムコスターズ所属の超俊足選手、ピノに由来）。
実父の藤村寿成も俊足の1番打者として鳴らし、九州学院高校時代に第52回選抜高等学校野球大会に出場している。熊本工の先輩に当たる伊東勤は、九州学院戦で藤村の父の盗塁を封じるために外野手から捕手にコンバートされた経緯がある。3人兄妹の次男。
女子プロゴルファーの古閑美保とははとこにあたり、卒業した小学校と中学校が同じである。
小学生時代に書いた作文で、将来の夢に、「巨人にドラフト1位で入って盗塁王と本塁打王を獲ること」を挙げていたという。実際には、一軍公式戦で本塁打を1本も放てなかったが、残りの夢をすべて実現させている。
母校および巨人のOBで盗塁王経験者の緒方耕一にちなんで「緒方2世」とも呼ばれる。好きな選手には川﨑宗則を挙げている。
TV番組で語るとこによると好物はエビ。寿司や天ぷらでもエビばかり注文してしまうとのこと。
1学年後輩の橋本到と仲が良く、よく2人で食事などに行くという。

## 詳細情報

### 年度別打撃成績
| 年 度    | 球 団    | 試 合 | 打 席 | 打 数 | 得 点 | 安 打 | 二 塁 打 | 三 塁 打 | 本 塁 打 | 塁 打 | 打 点 | 盗 塁 | 盗 塁 死 | 犠 打 | 犠 飛 | 四 球 | 敬 遠 | 死 球 | 三 振 | 併 殺 打 | 打 率 | 出 塁 率 | 長 打 率 | O P S |
| -------- | -------- | ----- | ----- | ----- | ----- | ----- | -------- | -------- | -------- | ----- | ----- | ----- | -------- | ----- | ----- | ----- | ----- | ----- | ----- | -------- | ----- | -------- | -------- | ----- |
| 2011     | 巨人     | 119   | 407   | 352   | 40    | 78    | 7        | 0        | 0        | 85    | 15    | 28    | 7        | 30    | 3     | 20    | 1     | 2     | 74    | 3        | .222  | .265     | .241     | .507  |
| 2012     | 巨人     | 109   | 279   | 238   | 30    | 60    | 7        | 2        | 0        | 71    | 10    | 14    | 7        | 26    | 0     | 15    | 0     | 0     | 35    | 2        | .252  | .296     | .298     | .594  |
| 2013     | 巨人     | 40    | 72    | 68    | 8     | 13    | 1        | 0        | 0        | 14    | 1     | 4     | 1        | 1     | 0     | 3     | 0     | 0     | 13    | 0        | .191  | .225     | .206     | .431  |
| 2014     | 巨人     | 21    | 29    | 27    | 5     | 5     | 1        | 0        | 0        | 6     | 1     | 3     | 0        | 0     | 0     | 2     | 0     | 0     | 4     | 0        | .185  | .241     | .222     | .463  |
| 2016     | 巨人     | 5     | 6     | 4     | 1     | 0     | 0        | 0        | 0        | 0     | 0     | 0     | 0        | 1     | 0     | 1     | 0     | 0     | 0     | 0        | .000  | .200     | .000     | .200  |
| NPB：5年 | NPB：5年 | 294   | 793   | 689   | 84    | 156   | 16       | 2        | 0        | 176   | 27    | 49    | 15       | 58    | 3     | 41    | 1     | 2     | 126   | 5        | .226  | .271     | .255     | .526  |

- 各年度の太字はリーグ最高

### 年度別守備成績
| 年 度 | 球 団 | 二塁  | 二塁  | 二塁  | 二塁  | 二塁  | 二塁     | 三塁  | 三塁  | 三塁  | 三塁  | 三塁  | 三塁     | 遊撃  | 遊撃  | 遊撃  | 遊撃  | 遊撃  | 遊撃     | 外野  | 外野  | 外野  | 外野  | 外野  | 外野     |
| 年 度 | 球 団 | 試 合 | 刺 殺 | 補 殺 | 失 策 | 併 殺 | 守 備 率 | 試 合 | 刺 殺 | 補 殺 | 失 策 | 併 殺 | 守 備 率 | 試 合 | 刺 殺 | 補 殺 | 失 策 | 併 殺 | 守 備 率 | 試 合 | 刺 殺 | 補 殺 | 失 策 | 併 殺 | 守 備 率 |
| ----- | ----- | ----- | ----- | ----- | ----- | ----- | -------- | ----- | ----- | ----- | ----- | ----- | -------- | ----- | ----- | ----- | ----- | ----- | -------- | ----- | ----- | ----- | ----- | ----- | -------- |
| 2011  | 巨人  | 119   | 252   | 320   | 5     | 47    | .991     | -     | -     | -     | -     | -     | -        | -     | -     | -     | -     | -     | -        | -     | -     | -     | -     | -     | -        |
| 2012  | 巨人  | 100   | 165   | 205   | 3     | 35    | .992     | -     | -     | -     | -     | -     | -        | 1     | 0     | 3     | 0     | 0     | 1.000    | -     | -     | -     | -     | -     | -        |
| 2013  | 巨人  | 35    | 43    | 57    | 1     | 10    | .990     | 1     | 0     | 0     | 0     | 0     | .000     | 2     | 3     | 1     | 0     | 0     | 1.000    | -     | -     | -     | -     | -     | -        |
| 2014  | 巨人  | 10    | 17    | 12    | 1     | 5     | .967     | 2     | 0     | 0     | 0     | 0     | .000     | -     | -     | -     | -     | -     | -        | 1     | 3     | 0     | 0     | 0     | 1.000    |
| 2016  | 巨人  | 1     | 1     | 1     | 0     | 0     | 1.000    | 1     | 0     | 0     | 1     | 0     | .000     | -     | -     | -     | -     | -     | -        | -     | -     | -     | -     | -     | -        |
| 通算  | 通算  | 265   | 478   | 595   | 10    | 97    | .991     | 4     | 0     | 0     | 1     | 0     | .000     | 3     | 3     | 4     | 0     | 0     | 1.000    | 1     | 3     | 0     | 0     | 0     | 1.000    |

### タイトル
- 盗塁王：1回（2011年）※平成生まれ初

### 記録
- 初出場：2011年5月10日、対横浜ベイスターズ4回戦（上毛新聞敷島球場）、8回裏に寺内崇幸の代打で出場
- 初打席：同上、8回裏に真田裕貴から三塁ゴロ
- 初先発出場：2011年5月13日、対広島東洋カープ4回戦（MAZDA Zoom-Zoom スタジアム広島）、8番・二塁手で先発出場
- 初盗塁：同上、7回表に二盗（投手：ブライアン・バリントン、捕手：石原慶幸）
- 初安打：2011年5月14日、対広島東洋カープ5回戦（MAZDA Zoom-Zoom スタジアム広島）、1回表に福井優也から遊撃内野安打
- 初打点：2011年5月25日、対福岡ソフトバンクホークス1回戦（東京ドーム）、5回裏に和田毅から中前適時打

### 背番号
- 54（2008年 - 2011年）
- 0（2012年 - 2016年）
- 57（2017年）
- 104（2019年 - 2020年）
- 96（2019年秋季キャンプのみ）

### 登場曲
- 「WISH」LUNA SEA（2011年）
- 「Judas」Lady Gaga（2011年）
- 「HaruHaru -Japanese Version-」BIGBANG（2012年）
- 「Lie（コジンマル）」BIGBANG（2013年）
- 「We Run The Night feat. Pitbull」Havana Brown（2014年）
- 「Live For The Night」Krewella（2014年）
- 「DAHLIA」X JAPAN（2015年）